# قره‌بقال
قره‌بقال (به ترکی آذربایجانی: Qarabaqqal) یک منطقهٔ مسکونی در جمهوری آذربایجان است که در شهرستان گوی‌چای واقع شده‌است. قره‌بقال ۲٬۴۶۶ نفر جمعیت دارد.